# Al-Wahda Club (Mekka)
Al-Wehda Club is een Saoedi-Arabische voetbalclub uit Mekka, die uitkomt in de Saudi Pro League Het is de enige, grote voetbalclub uit Mekka.

## Geschiedenis
De club werd opgericht in 1945. Er was nog geen grote voetbalcompetitie in het land. Er waren regionale kampioenschappen en enkele nationale bekercompetities. In de King's Cup was de club in 1957 de allereerste laureaat na een overwinning tegen Al-Ittihad. De volgende vier jaar speelde de club telkens de finale, maar verloor deze drie keer op rij van Ittihad en één keer van Al-Hilal. In 1966 won de club de competitie een tweede keer, nu tegen Al-Ettifaq. In 1960 hadden ze ook de Crown Prince Cup gewonnen. 
In 1976 ging de nationale competitie van start. De club is hier een vaste waarde, al degradeerde de club ook reeds zeven keer. Enkel na de degradatie in 2013 kon de club niet na één seizoen al terugkeren. In 1986 eindigde de club voor het eerst op een vierde plaats. Pas in 2007 kon de club deze plaats verbeteren, toen ze derde werden. 

## Bekende (oud-)spelers
- Vito van Crooij
- José Fernando Viana de Santana
- Craig Goodwin
- Marcos Guilherme
- Hernâni
- Munir Mohand Mohamedi
- Rómulo Otero
- Gerson Rodrigues

## Erelijst
Crown Prince Cup
1960
King's Cup
1957, 1966
Abha Club · Al-Ahli · Al-Ettifaq · Al-Fateh · Al-Fayha · Al-Hazem · Al-Hilal · Al-Ittihad · Al-Khaleej · Al-Nassr · Al-Okhdood · Al-Raed · Al-Riyad · Al-Shabab · Al-Taawoun · Al-Tai · Al-Wahda · Damac